# المدرسة الخلدونية
المدرسة الخلدونية هي أول مدرسة ذات طابع تجديدي بنيت وتأسست في تونس سنة 1896. وكانت تقع في تونس العاصمة. 

## تاريخ
انشأت وتأسست من قبل حركة الشباب التونسي بقيادة بشير صفر. ولقد كان الهدف منها إعطاء ثقافة علمية في وسط المجتمع الثقافي العلمي وخصوصا خريجي جامع الزيتونة ذلك لأن تعليمهم ديني فقط. كان يدرس فيها علوم الجغرافيا والرياضيات والحقوق بالإضافة إلى اللغة الفرنسية والعربية. واعتمدت في تمويلها على هبات وتبرعات أعضاء حركة الشباب التونسي.

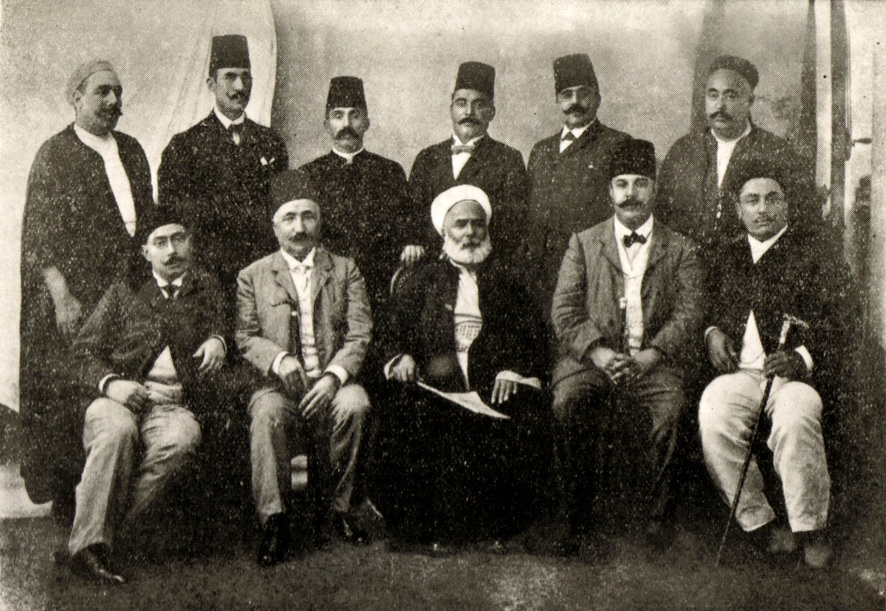
صورة لمجلس إدارة الخلدونية توسطهم محمد عبده

في 20 سبتمبر 1903م، زار المدرسة المجدد والمفكر محمد عبده وأعطى محاضرة فيها.

## معرض صور

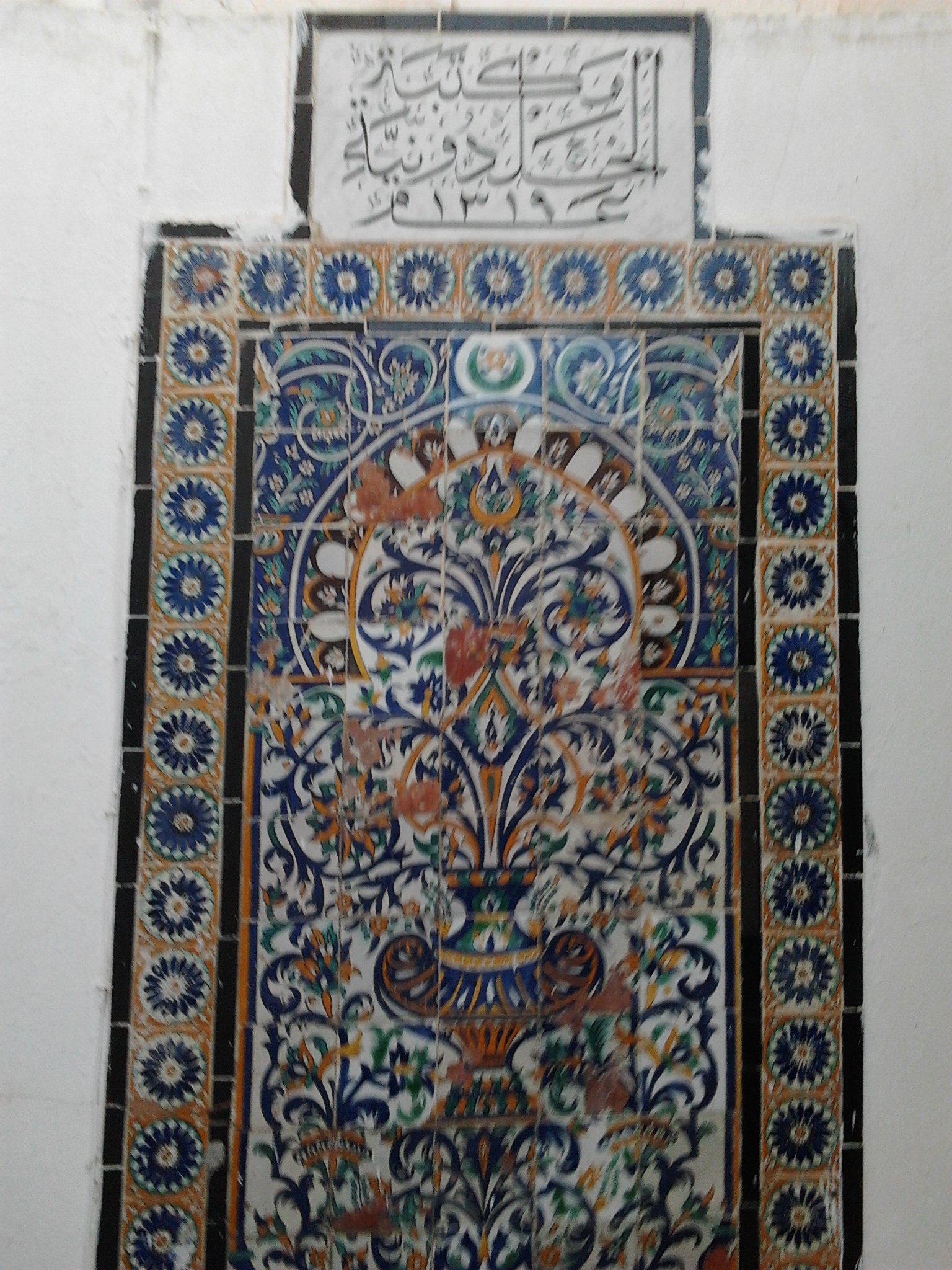
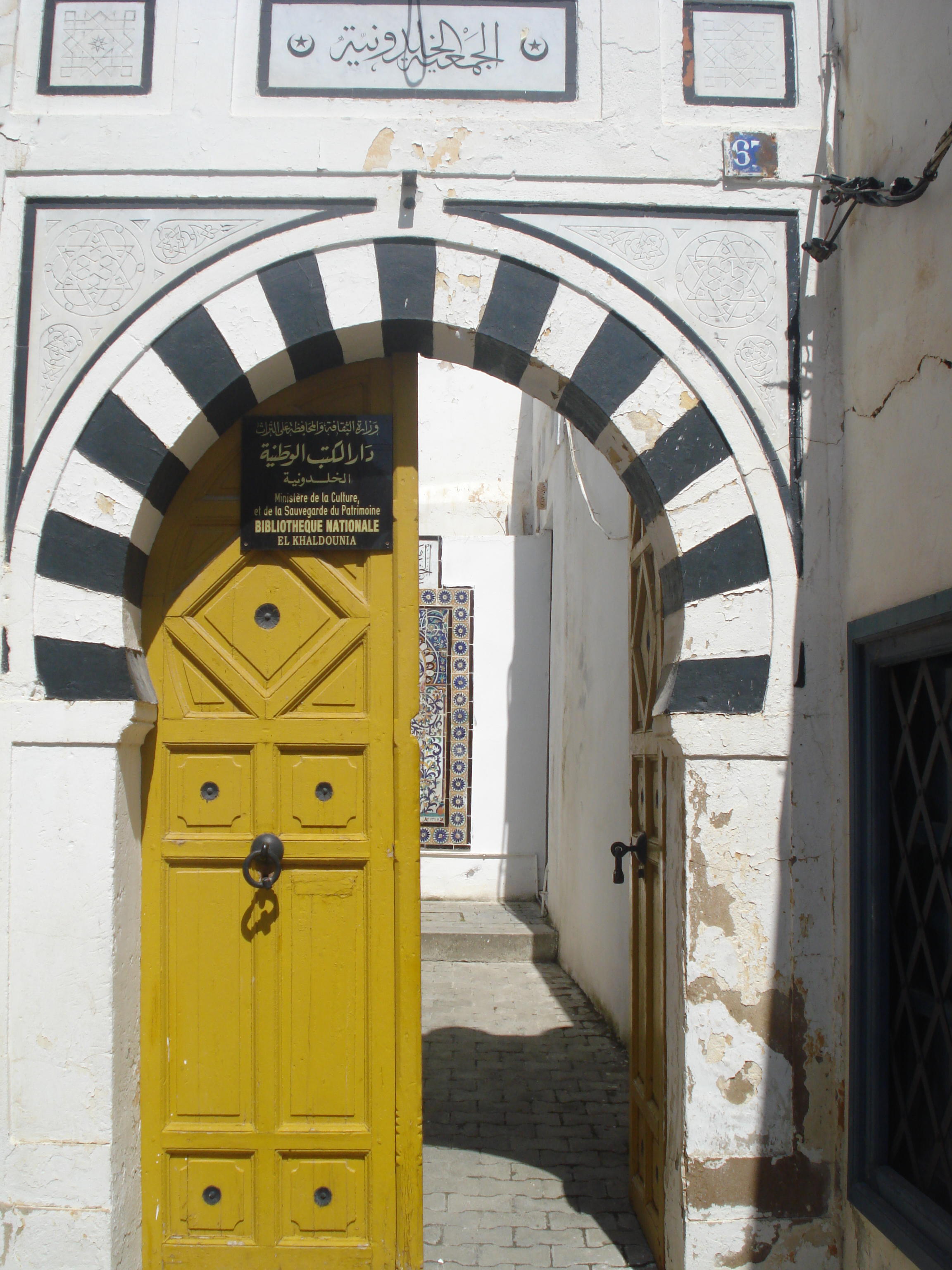
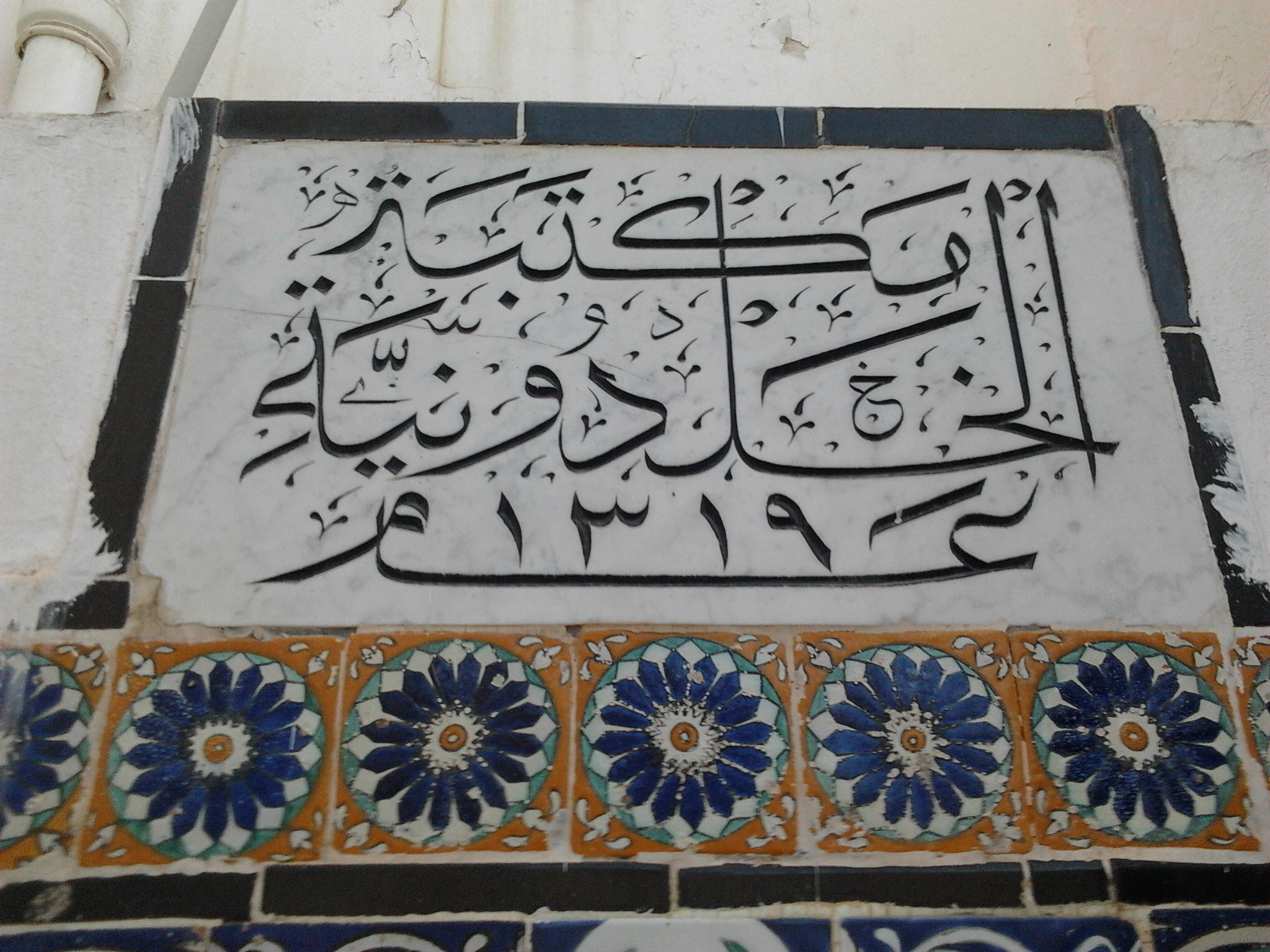
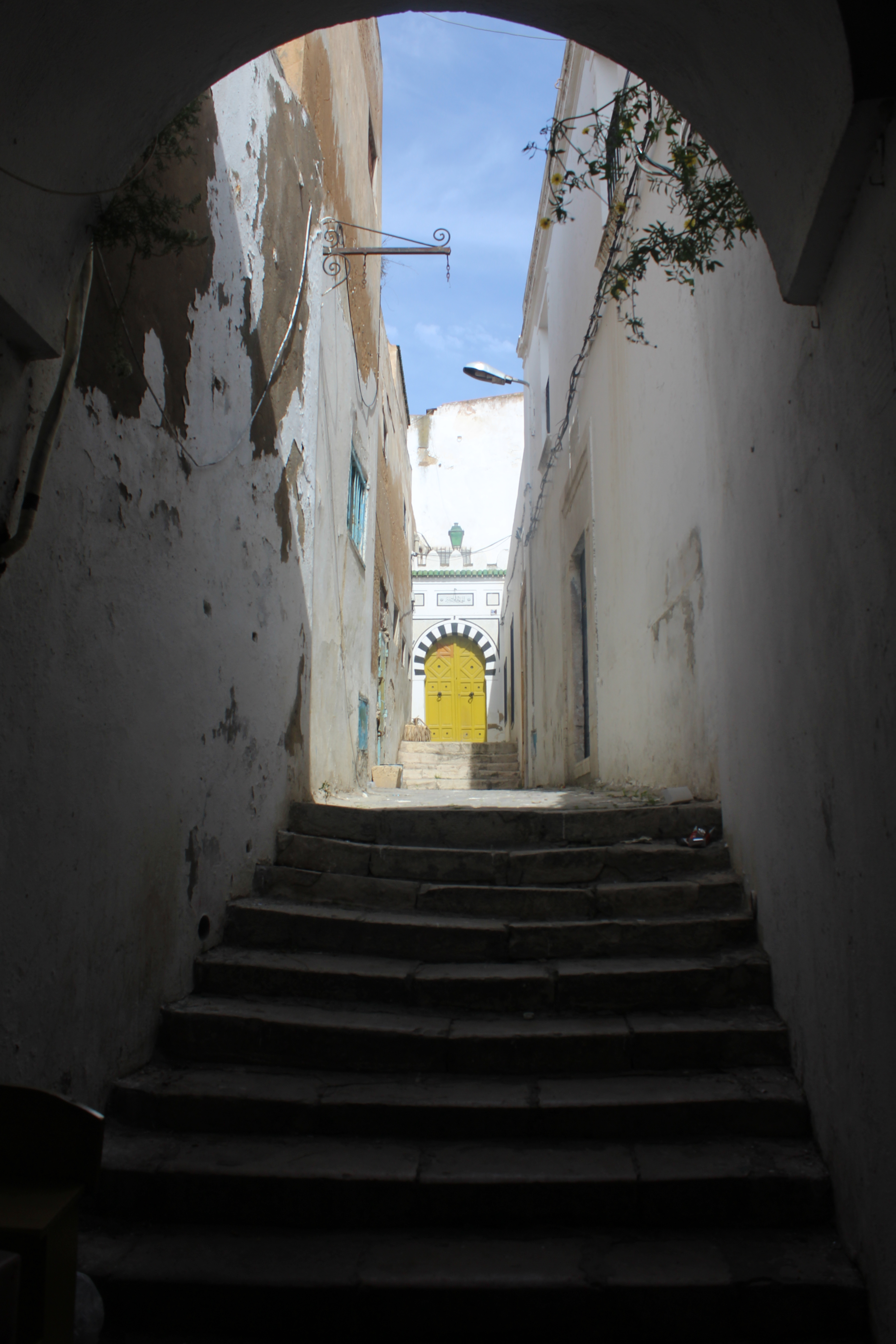

- 1=جمعية الخلدونية بتونس
- 1=جمعية الخلدونية بتونس